# 牧野酒造 (静岡県)
牧野酒造合資会社（まきのしゅぞうごうしがいしゃ）は、静岡県富士宮市の清酒製造業者である。代表銘柄は「富士山」「白糸」。

## 歴史
- 寛保3年（1743年） - 創業